# Coolangatta
Coolangatta är en stad i Australien med 4 000 invånare, i delstaten Queensland. Coolangatta var den första staden i nuvarande Gold Coast och grundades i slutet av 1800-talet. Grannstaden Tweed Heads i New South Wales samverkar med Coolangatta och de bildar tillsammans Twin Town. Coolangatta ligger cirka 100 mil norr om Sydney.

## Flygplats
I Coolangatta finns den nationella flygplatsen Gold Coast Airport med flyg till bland annat Sydney. Flygplatsen trafikeras bland annat av budgetflygbolaget Jetstar Airways.